# Walter Wright (réalisateur)
Pour les articles homonymes, voir Walter Wright et Wright.
Walter Wright est un réalisateur, scénariste et acteur américain né le 10 février 1885 en Ohio (États-Unis) et mort le 28 mai 1958 à Los Angeles (Californie).

## Biographie
Il fut un des réalisateurs de la compagnie Keystone.

## Filmographie partielle

### comme réalisateur
- 1915 : Amour, Vitesse et Fanfreluches (Love, Speed and Thrills)
- 1915 : A Bird's a Bird
- 1915 : Ambroise et les sœurs jumelles (Ambrose's Sour Grapes)
- 1915 : A One Night Stand
- 1915 : Ambrose's Lofty Perch
- 1915 : Do-Re-Mi-Boom!
- 1915 : The Cannon Ball
- 1915 : Le Défi d'Ambroise (When Ambrose Dared Walrus)
- 1915 : Dizzy Heights and Daring Hearts
- 1916 : Les Deux Hurluberlus (Dollars and Sense)

### comme scénariste
- 1915 : Les Volontés d'Ambroise (Willful Ambrose)
- 1915 : Le Défi d'Ambroise (When Ambrose Dared Walrus)

### comme acteur
- 1914 : Charlot fait du cinéma (A Film Johnnie) de George Nichols